# 스피드 존
스피드 존(Speed Zone!)은 미국에서 제작된 짐 드레이크 감독의 1989년 영화이다. 존 캔디 등이 주연으로 출연하였다.

## 출연

### 주연
- 존 캔디
- 도나 딕슨

### 조연
- 맷 플레워
- 조 플래허티
- 팀 매더슨
- 미미 쿠직
- 멜로디 앤더슨
- 샤리 벨라폰테
- 브라이언 조지
- 아트 힌들
- 딕 스모더스
- 톰 스마더스
- 피터 보일
- 돈 레이크
- 칼 루이스

## 제작진
- 제작책임: 돈 카모디
- 라인프로듀서: 웬디 그린
- 미술: 리처드 허돌린
- 의상: 폴-앤드레 구에린
- 배역: 로지나 부치
- 배역: 마이크 펜튼
- 배역: 주디 테일러